# Otto Lüdicke
Otto Lüdicke (* 26. April 1912; † 1. August 1999) war ein deutscher Feldhandballspieler.

## Leben
Otto Lüdicke spielte als Torhüter beim PSV Dessau, dem SV Dessau 98 und der BSG Schiffswerft Roßlau. Mit dem PSV Dessau gewann er 1932 die Gau-Mitte-Meisterschaft (Thüringen und Sachsen-Anhalt). Nach der Auflösung des Vereins 1934 wechselte Lüdicke zum SV Dessau 98. Am 23. Mai 1937 bestritt Lüdicke sein erstes Länderspiel in Wien gegen die Auswahl Österreichs, welches mit 15:6 gewonnen wurde. Insgesamt wirkte Lüdicke in acht Länderspielen mit. In den Jahren 1937 und 1938 gewann er mit der Auswahl Gau-Mitte den Adlerpreis des Reichssportführers.
Im Juli 1938 fand die erste Weltmeisterschaft im Feldhandball statt. Die deutsche Mannschaft gewann am 10. Juli 1938 das Finale im Berliner Olympiastadion vor 30.000 Zuschauern deutlich mit 23:0 gegen die Schweiz mit Otto Lüdicke im Tor.
In den Kriegsjahren 1941, 1943 und 1944 wurde Otto Lüdicke dreimal Gau Mitte-Meister mit dem SV Dessau 98. Nach seiner Rückkehr aus der Kriegsgefangenschaft 1946 schloss er sich dem Nachfolgeverein des SV Dessau 98, der SG Dessau-West, an. 1947 wechselte er zur BSG Schiffswerft Roßlau und gewann am 27. Mai 1951 im Finale vor 12.000 Zuschauern in Leipzig gegen die BSG Mechanik Gera mit 10:9 die DDR-Meisterschaft im Feldhandball. Drei Jahre später, im Alter von 42 Jahren, beendete Otto Lüdicke seine aktive Karriere.